# Боргето (Парма)
Боргето је насеље у Италији у округу Парма, региону Емилија-Ромања.
Према процени из 2011. у насељу је живело 139 становника. Насеље се налази на надморској висини од 106 м.